# Winfried Dunkel
Winfried Dunkel (* 21. Oktober 1942 in Mühlhausen/Thüringen) ist ein Generalmajor außer Dienst des Heeres der Bundeswehr.

## Leben
Beförderungen
- 1965 Leutnant
- 1968 Oberleutnant
- 1971 Hauptmann
- 1975 Major
- 1978 Oberstleutnant
- 1985 Oberst
- 1990 Brigadegeneral
- 1995 Generalmajor

Dunkel besuchte ein humanistisches Gymnasium und absolvierte eine Berufsausbildung als Dreher. Nach der Hochschulreife trat er am 1. Juli 1963 beim Pionierbataillon 3 in Hamburg-Harburg in die Bundeswehr ein. Von April bis September 1965 besuchte er die Heeresoffizierschule I in Hannover und anschließend bis März 1966 die Heeresoffizierschule III in München. Danach studierte er Maschinenbau an der Technischen Universität Darmstadt. Nach der das Examen zum Diplom-Ingenieur bestanden hatte, wurde er im April 1970 Zugführer im Gebirgsversorgungsbataillon 8 in Mittenwald und im April 1971 Kompaniechef in jenem Bataillon.
Von 1974 bis 1976 absolvierte Dunkel den 17. Generalstabslehrgang Heer an der Führungsakademie der Bundeswehr in Hamburg, wo er zum Offizier im Generalstabsdienst ausgebildet wurde. Danach besuchte er zudem das Command and General Staff College der United States Army in Fort Leavenworth, Kansas. Nach seiner Rückkehr aus den Vereinigten Staaten wurde er im Oktober 1977 G3 (Generalstabsoffizier für Operationsführung, -planung, Ausbildung und Organisation) der Panzergrenadierbrigade 31 in Oldenburg (Oldb). Im Oktober 1980 wechselte er ins Bundesministerium der Verteidigung als Persönlicher Referent von Staatssekretär Joachim Hiehle. Im Oktober 1983 wurde er Bataillonskommandeur des Instandsetzungsbataillons 310 in Koblenz und im Juli 1985 Chef des Stabes der 1. Gebirgsdivision in Garmisch-Partenkirchen. Ab Oktober 1987 war er Leiter des Presse- und Informationsstabes des Bundesministeriums der Verteidigung, bevor er im April 1990 eine sechsmonatige Ausbildung zum Militärattaché an der Schule für Nachrichtenwesen der Bundeswehr in Bad Ems antrat.
Von Oktober 1990 bis März 1993 war Dunkel Verteidigungsattaché an der Deutschen Botschaft Washington, D.C. und wurde im April 1993 stellvertretender Divisionskommandeur und Kommandeur Divisionstruppen der 1. Gebirgsdivision in Garmisch-Partenkirchen, ab April 1994 in Personalunion auch stellvertretender Befehlshaber im Wehrbereich VI in München. In seiner letzten Verwendung war Dunkel ab dem 19. Januar 1995 Amtschef des Streitkräfteamtes in Bonn. Mit Ablauf des März 2001 wurde er in den Ruhestand versetzt.

## Privates
Dunkel ist römisch-katholisch, verheiratet und hat zwei Kinder.

## Auszeichnungen
- Legion of Merit